# Спенсер, Джозеф (военный)
Джозеф Спенсер (англ. Joseph Spencer; 3 октября 1714 — 13 января 1789) — американский адвокат, военный и политик штата Коннектикут. В годы Войны за независимость США он был членом Континентального конгресса, а так же офицером Континентальной армии. Он командовал 2-м Коннектикутским полком при осаде Бостона, позже стал одним из первых бригадных генералов, а летом 1776 года командовал дивизией во время обороны Нью-Йорка. В 1777 году он отказался атаковать британскую армию в Род-Айленде, попал под трибунал, был оправдан, но всё равно покинул армию 14 июня 1778 года. Дуглас Фримен писал, что никто не жалел о его уходе и что Спенсер никак не проявил себя, и разве что не допустил грубых ошибок.

### Статьи
- Benjamin Silliman. Major-General Joseph Spencer (англ.) // The Pennsylvania Magazine of History and Biography. — New York: University of Pennsylvania Press, 1879. — Vol. 3, iss. 4. — P. 435-437.